# 土佐長岡站
土佐長岡站（日语：／ Tosa-nagaoka eki */?）是一位於日本高知縣南國市西山、隸屬於四國旅客鐵道（JR四國）的鐵路車站。車站編號為D39。
本站附近主要為田園地區，民居較為分散，因此使用率不算高。

## 車站結構
本站為簡易車站，並沒有設置站舍，月台長度只能容納2卡列車，而且闊度頗窄，甚至連如山田西町站般的狹細型候車亭也欠奉，只裝有候車上蓋及售票機。而售票機則有保護亭。出入口設於往後免站方向的月台末端。本站只停靠普通列車，而早上則有一班上行普通列車通過本站。
本站位於土讚線其中一段直線路段的中段，因此特急列車往往皆以頗快的速度通過本站。固此不適宜在月台上逗留。另外，早上一班由高知開往土佐山田的快速普通列車會通過本站。

### 月台配置
| 路線    | 方向     | 目的地                 |
| ------- | -------- | ---------------------- |
| ■土讚線 | （下行） | 高知、須崎方向         |
| ■土讚線 | （上行） | 土佐山田、阿波池田方向 |

## 歷史
- 1952年5月1日：開業。
- 1987年4月1日：日本國鐵分割民營化，車站的營運由JR四國繼承。

## 相鄰車站
四國旅客鐵道（JR四國）
■土讚線
山田西町（D38）－土佐長岡（D39）－後免（D40）